# 埃尔巴赫-基希贝格
埃尔巴赫-基希贝格是德国萨克森州的一个市镇。总面积15.88平方公里，总人口1673人，其中男性842人，女性831人（2011年12月31日），人口密度105人/平方公里。